# Kanton Plombières-les-Bains
Kanton Plombières-les-Bains (fr. Canton de Plombières-les-Bains) byl francouzský kanton v departementu Vosges v regionu Lotrinsko. Skládal se ze čtyř obcí. Zrušen byl po reformě kantonů 2014.

## Obce kantonu
- Bellefontaine
- Girmont-Val-d’Ajol
- Plombières-les-Bains
- Le Val-d'Ajol